# 36e Film Independent Spirit Awards
De uitreiking van de 36e Film Independent Spirit Awards vond plaats op 22 april 2021 in Santa Monica tijdens een ceremonie die werd gepresenteerd door Melissa Villaseñor. De genomineerden werden bekendgemaakt door Laverne Cox, Barry Jenkins en Olivia Wilde op 26 januari 2021. Voor de eerste maal werden er ook een vijftal awards voor televisieseries uitgereikt.

## Winnaars en genomineerden
De winnaars staan bovenaan in vet lettertype.

### Beste film
- Nomadland
  - First Cow
  - Ma Rainey's Black Bottom
  - Minari
  - Never Rarely Sometimes Always

### Beste debuutfilm
- Sound of Metal
  - The Forty-Year-Old-Version
  - I Carry You with Me
  - Miss Juneteenth
  - Nine Days

### Beste regisseur
- Chloé Zhao - Nomadland
  - Lee Isaac Chung - Minari
  - Emerald Fennell - Promising Young Woman
  - Eliza Hittman - Never Rarely Sometimes Always
  - Kelly Reichardt - First Cow

### Beste script
- Promising Young Woman - Emerald Fennell
  - Bad Education - Mike Makowsky
  - The Half of It - Alice Wu
  - Minari - Lee Isaac Chung
  - Never Rarely Sometimes Always - Eliza Hittman

### Beste eerste script
- Palm Springs - Andy Siara
  - The Assistant - Kitty Green
  - Lapsis - Noah Hutton
  - Miss Juneteenth - Channing Godfrey Peoples
  - Straight Up - James Sweeney

### Beste mannelijke hoofdrol
- Riz Ahmed - Sound of Metal
  - Chadwick Boseman - Ma Rainey's Black Bottom
  - Adarsh Gourav - The White Tiger
  - Rob Morgan - Bull
  - Steven Yeun - Minari

### Beste vrouwelijke hoofdrol
- Carey Mulligan - Promising Young Woman
  - Nicole Beharie - Miss Juneteenth
  - Viola Davis - Ma Rainey's Black Bottom
  - Sidney Flanigan - Never Rarely Sometimes Always
  - Julia Garner - The Assistant
  - Frances McDormand - Nomadland

### Beste mannelijke bijrol
- Paul Raci - Sound of Metal
  - Colman Domingo - Ma Rainey's Black Bottom
  - Orion Lee - First Cow
  - Glynn Turman - Ma Rainey's Black Bottom
  - Benedict Wong - Nine Days

### Beste vrouwelijke bijrol
- Yu-jung Youn - Minari
  - Alexis Chikaeze - Miss Juneteenth
  - Yeri Han - Minari
  - Valerie Mahaffey - French Exit
  - Talia Ryder - Never Rarely Sometimes Always

### Beste cinematografie
- Nomadland - Joshua James Richards
  - The Assistant - Michael Latham
  - Bull - Shabier Kirchner
  - Never Rarely Sometimes Always - Hélène Louvart
  - She Dies Tomorrow - Jay Keitel

### Beste montage
- Nomadland - Chloé Zhao
  - I Carry You with Me - Enat Sidi
  - The Invisible Man - Andy Canny
  - Never Rarely Sometimes Always - Scott Cummings
  - Residue - Merawi Gerima

### Beste internationale film
- Quo Vadis, Aida?, Bosnië en Herzegovina - Jasmila Žbanić
  - Bacurau, Brazilië - Juliano Dornelles en Kleber Mendonça Filho
  - The Disciple, India - Chaitanya Tamahane
  - Night of the Kings, Ivoorkust - Philippe Lacôte
  - Preparations to Be Together for an Unknown Period of Time, Hongarije - Lili Horvát

### Beste documentaire
- Crip Camp
  - Collective
  - Dick Johnson Is Dead
  - The Mole Agent
  - Time

### John Cassavetes Award
Deze prijs is voor de beste film gemaakt voor minder dan $500.000.
- Residue
  - The Killing of Two Lovers
  - La Leyenda Negra
  - Lingua Franca
  - Saint Frances

### Robert Altman Award
Deze prijs voor beste ensemble wordt gegeven aan de regisseur, de casting director en de cast.
- One Night in Miami
  - Regisseur: Regina King
  - Casting director: Kimberly R. Hardin
  - Cast: Kingsley Ben-Adir, Eli Goree, Aldis Hodge en Leslie Odom jr.

### Beste nieuwe gescripte serie
- I May Destroy You
  - Little America
  - Small Axe
  - A Teacher
  - Unorthodox

### Beste nieuwe ongescripte- of documentaireserie
- Immigration Nation
  - Atlanta's Missing and Murdered: The Lost Children
  - City So Real
  - Love Fraud
  - We're Here

### Beste mannelijke prestatie in een gescripte serie
- Amit Rahav - Unorthodox
  - Adam Ali - Little America
  - Nicco Annan - P-Valley
  - Conphidance - Little America
  - Harold Torres - ZeroZeroZero

### Beste vrouwelijke prestatie in een gescripte serie
- Shira Haas - Unorthodox
  - Elle Fanning - The Great
  - Abby McEnany - Work in Progress
  - Maitreyi Ramakrishnan - Never Have I Ever
  - Jordan Kristine Seamón - We Are Who We Are

### Beste cast in een serie
- I May Destroy You
  - Cast: Michaela Coel, Paapa Essiedu, Weruche Opia en Stephen Wight

## Films en series met meerdere nominaties
De volgende films en series ontvingen meerdere nominaties:
| Nominaties | Film                          | Awards |
| ---------- | ----------------------------- | ------ |
| 7          | Never Rarely Sometimes Always |        |
| 6          | Minari                        | 1      |
| 5          | Ma Rainey's Black Bottom      |        |
| 5          | Nomadland                     | 4      |
| 4          | Miss Juneteenth               |        |
| 3          | The Assistant                 |        |
| 3          | First Cow                     |        |
| 3          | Promising Young Woman         | 2      |
| 3          | Sound of Metal                | 3      |
| 2          | Bull                          |        |
| 2          | I Carry You with Me           |        |
| 2          | Nine Days                     |        |
| 2          | Residue                       | 1      |
| Nominaties | Serie                         | Awards |
| 3          | Little America                |        |
| 3          | Unorthodox                    | 2      |
| 2          | I May Destroy You             | 2      |